# High Fives Gang

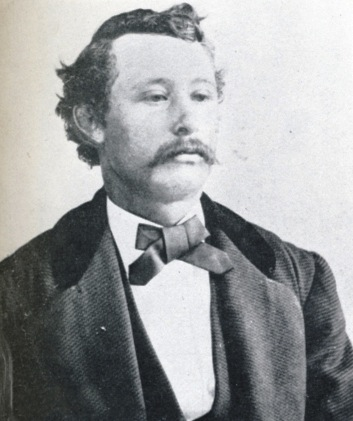
Уилл "Black Jack" Кристиан (1871–1897)

Банда High Fives, также известная как Банда братьев Кристиан — преступная группировка, действовавшая в 1890-е годы на Территории Нью-Мексико, Территории Аризона, в Техасе и Мексике. Главарями банды были Уилл «Блэк Джек» Кристиан и его старший брат Боб; банда была организована после того, как братья Кристиан в 1895 году сбежали из тюрьмы Гатри, штат Оклахома, США, где отбывали наказание за убийство полицейского. В основной состав банды, исходя из названия, входили пять человек, но братья Кристиан время от времени брали с собой на дело ещё по крайней мере семерых, включая Боба Хейса, Джорджа Уэста Масгрейва, Вана Масгрейва, Кода Янга, Сида Мура, Джесса Уильямса и «Трехпалого» Джека Данлопа.
Банда грабила банки, поезда и дилижансы, а также угоняла скот. 
Вечером 20 июля 1896 года Блэк Джек Кристиан и High Fives ограбили универсальный магазин в Сепаре, принадлежащий Джону Д. Уимсу. Боб Хейс и Боб Кристиан наблюдали за лошадьми снаружи, Блэк Джек, Джордж Масгрейв и Код Янг вошли внутрь магазина с масками на лицах. Бандиты забрали около 250 долларов США наличными и товарами, в том числе большое одеяло навахо, шесть шерстяных одеял, три коробки сигар и несколько бутылок виски.
Масштабная охота на них началась после неудавшегося ограбления 1 августа 1896 года банка в Ногалесе, штат Аризона.
Сразу после ограбления High Fives направились на восток и разделились. Блэк Джек Кристиан и раненый член банды Джордж Масгрейв скрылись. Трое других преступников, в том числе Боб Кристиан, были атакованы отрядом помощников шерифа у входа в Каньон скелетов. Преступники отбились от преследователей, убив заместителя шерифа Фрэнка Робсона, и скрылись на Территории Нью-Мексико.
Преследование продолжалось в течение долгого периода, поскольку члены банды периодически объявлялись в разных местах. За живых или мёртвых преступников была обещана награда в 500 долларов США, и к окружному отряду присоединилось значительное количество «охотников за головами» (англ.  bounty hunter). Кроме того, маршал Соединённых Штатов на Территории Нью-Мексико получил помощь от сил Армии США, уже находившихся в этом районе в связи с войной с апачами в горах Пелонсильо. Однако поймать бандитов не удавалось ещё много месяцев.
28 апреля 1897 года окружной отряд помощников шерифа устроил засаду на High Fives в каньоне, который теперь носит название Каньон Блэк Джека. Блэк Джек Кристиан погиб в перестрелке. Фактически после этого банда братьев Кристиан прекратила своё существование. Боб Кристиан скрылся в Мексике, и больше о нём ничего не было слышно. Позже Джордж Масгрейв был схвачен и предан суду за убийство техасского рейнджера Джорджа Паркера, однако был оправдан. Масгрейв переехал в Парагвай, где стал известен как «угонщик скота гринго». Он умер в Парагвае в возрасте 70 лет.